# Berlinale 2001
La Berlinale 2001, 51e édition du festival international du film de Berlin (51. Internationalen Filmfestspiele Berlin), s'est tenue du 7 au 18 février 2001.

## Jury
- Bill Mechanic  États-Unis, président du jury
- Jacqueline Bisset  Royaume-Uni
- Diego Galán  Espagne
- Kyoko Hirano  Japon
- Fatih Akin  Allemagne
- Dario Argento  Italie
- Xie Fei  Chine
- Héctor Babenco  Brésil
- Dominique Blanc  France

## Sélections

### Compétition
La sélection officielle en compétition se compose de 23 films.
| Titre                                            | Réalisation          | Pays             | Distribution                                                                               |
| ------------------------------------------------ | -------------------- | ---------------- | ------------------------------------------------------------------------------------------ |
| À la rencontre de Forrester (Finding Forrester)  | Gus Van Sant         | États-Unis       | Sean Connery, Rob Brown, F. Murray Abraham, Anna Paquin                                    |
| À ma sœur !                                      | Catherine Breillat   | France           | Anaïs Rebbot, Roxane Mesquida, Libero De Rienzo, Arsinée Khanjian                          |
| Beijing Bicycle (Shiqi sui de dan che)           | Wang Xiaoshuai       | Chine            | Cui Lin, Li Bin, Zhou Xun, Gao Yuanyuan                                                    |
| Bel Esprit (Wit)                                 | Mike Nichols         | États-Unis       | Emma Thompson, Christopher Lloyd, Eileen Atkins                                            |
| Betelnut Beauty (Ai ni ai wo)                    | Lin Cheng-sheng      | Taïwan           | Chang Chen, Angelica Lee                                                                   |
| Le Chocolat (Chocolat)                           | Lasse Hallström      | Royaume-Uni      | Juliette Binoche, Johnny Depp, Judi Dench, Victoire Thivisol, Lena Olin, Alfred Molina     |
| La ciénaga                                       | Lucrecia Martel      | Argentine        | Mercedes Morán, Graciela Borges, Martín Adjemián                                           |
| Félix et Lola                                    | Patrice Leconte      | France           | Philippe Torreton, Charlotte Gainsbourg                                                    |
| Intimité                                         | Patrice Chéreau      | France           | Mark Rylance, Kerry Fox, Susannah Harker, Philippe Calvario                                |
| Inugami                                          | Masato Harada        | Japon            | Yūki Amami, Atsuro Watabe (ja), Kazuhiro Yamaji (ja), Hara Taasobi (ja)                    |
| Italian for Beginners (Italiensk for begyndere)  | Lone Scherfig        | Danemark         | Anders W. Berthelsen, Anette Støvelbæk, Ann Eleonora Jørgensen                             |
| Joint Security Area (Gongdonggyeongbiguyeok JSA) | Park Chan-wook       | Corée du Sud     | Lee Byung-hun, Song Kang-ho, Lee Young-ae                                                  |
| Chloé                                            | Gō Rijū              | Japon            | Masatoshi Nagase, Rie Tomosaka, Shin'ya Tsukamoto                                          |
| Little Senegal                                   | Rachid Bouchareb     | Algérie ; France | Sotigui Kouyaté, Sharon Hope, Roschdy Zem                                                  |
| Malèna                                           | Giuseppe Tornatore   | Italie           | Monica Bellucci, Giuseppe Sulfaro, Luciano Federico, Matilde Piana                         |
| My Sweet Home                                    | Fílippos Tsítos      | Grèce            | Harvey Friedman (en), Nadja Uhl, Mario Mentrup, Mehdi Nebbou                               |
| Rédemption (The Claim)                           | Michael Winterbottom | Royaume-Uni      | Wes Bentley, Milla Jovovich, Nastassja Kinski, Peter Mullan, Sarah Polley                  |
| Tableau de famille (Le fate ignoranti)           | Ferzan Özpetek       | Italie           | Margherita Buy, Stefano Accorsi, Serra Yılmaz                                              |
| Le Tailleur de Panama (The Tailor of Panama)     | John Boorman         | États-Unis       | Pierce Brosnan, Geoffrey Rush, Jamie Lee Curtis, Brendan Gleeson, Leonor Varela            |
| Traffic                                          | Steven Soderbergh    | États-Unis       | Benicio del Toro, Michael Douglas, Catherine Zeta-Jones, Dennis Quaid, Don Cheadle         |
| The Very Black Show (Bamboozled)                 | Spike Lee            | États-Unis       | Damon Wayans, Jada Pinkett Smith, Savion Glover, Michael Rapaport, Tommy Davidson, Mos Def |
| Weiser                                           | Wojciech Marczewski  | Pologne          | Marek Kondrat, Krystyna Janda, Juliane Köhler                                              |
| You're the One (una historia de entonces)        | José Luis Garci      | Espagne          | Lydia Bosch, Julia Guttiérrez Smith, Juan Diego                                            |

### Hors compétition
5 films sont présentés hors compétition.
- Stalingrad (Enemy at the Gates) de Jean-Jacques Annaud
- Hannibal de Ridley Scott
- Quills, la plume et le sang (Quills) de Philip Kaufman
- Super 8 Stories d'Emir Kusturica
- Treize jours (Thirteen Days) de Roger Donaldson

## Palmarès
- Ours d'or : Intimité (Intimacy) de Patrice Chéreau
- Ours d'argent (Grand prix du jury) : Beijing Bicycle (十七岁的单车, Shiqi sui de dan che) de Wang Xiaoshuai
- Ours d'argent du meilleur acteur : Benicio del Toro pour Traffic
- Ours d'argent de la meilleure actrice : Kerry Fox pour Intimité (Intimacy)
- Ours d'argent du meilleur réalisateur : Lin Cheng-sheng pour Betelnut Beauty (Ai ni ai wo)

- Ours d'or d'honneur : Kirk Douglas
- Caméra de la Berlinale : Heinz Badewitz et Kei Kumai